# Team Solution Tech-Vini Fantini
El Team Solution Tech-Vini Fantini (codi UCI: TFT) és un equip ciclista professional italià de categoria UCI ProTeam. L'equip fou fundat el 2022 amb categoria UCI Continental i sota el nom de Team Corratec. L'any 2023 va pujar a equip UCI ProTeam i s'anomenà Corratec-Selle Italia.

## Principals victòries

### Curses d'un dia
- Poreč Trophy: 2022 (Dušan Rajović)
- Cupa Max Ausnit: 2023 (Nicolás Tivani)

### Campionats nacionals
- Campió de Sèrbia en ruta: 2022 (Dušan Rajović)
- Campió de Sèrbia en contrarellotge: 2022 (Dušan Rajović)

## Classificacions UCI
L'equip participa en les proves dels circuits continentals, en particular de l'UCI Europa Tour. La taula presenta les classificacions de l'equip en els diferents circuits, així com el millor ciclista en la classificació individual.
UCI Amèrica Tour
| Temporada | Classificació per equips | Millor ciclista en la classificació individual |
| --------- | ------------------------ | ---------------------------------------------- |
| 2023      | -                        | Nicolás Tivani (25è)                           |

UCI Europa Tour
| Temporada | Classificació per equips | Millor ciclista en la classificació individual |
| --------- | ------------------------ | ---------------------------------------------- |
| 2022      | 57è                      | Dušan Rajović (302è)                           |
| 2023      | 13è                      | -                                              |

L'equip també participa de la Classificació mundial UCI.
| Temporada | Classificació per equips | Millor ciclista en la classificació individual |
| --------- | ------------------------ | ---------------------------------------------- |
| 2022      | 100è                     | Dušan Rajović (375è)                           |
| 2023      | 35è                      | Nicolás Tivani (260è)                          |

## Composició de l'equip
| \| Llista de l'equip 2024 \| Llista de l'equip 2024 \| Llista de l'equip 2024 \| Llista de l'equip 2024 \| \| Ciclista \| Data de naixement \| Equip previ \| \| \| --------------------------------------- \| ---------------------- \| ---------------------------------------------- \| ---------------------- \| \| Matteo Amella \| 26 de octubre de 2001 \| SC Valle Seriana-Cene ASD (2021) \| \| \| Davide Baldaccini \| 22 de maig de 1998 \| Petroli Firenze-Hopplà-Don Camillo (2021) \| \| \| Niccolò Bonifazio \| 29 de octubre de 1993 \| Intermarché-Circus-Wanty (2023) \| \| \| Valerio Conti \| 30 de març de 1993 \| Astana Qazaqstan Team (2022) \| \| \| Valentin Darbellay \| 19 de novembre de 1997 \| Team Corratec-Selle Italia (2023) \| \| \| Antoine Debons \| 17 de febrer de 1998 \| Philippe Wagner Cycling (2023) \| \| \| Alessandro Iacchi \| 26 de maig de 1999 \| Team Qhubeka (2022) \| \| \| Jakub Mareczko \| 30 de abril de 1994 \| Alpecin-Deceuninck (2023) \| \| \| Giulio Masotto \| 14 de maig de 1999 \| Zalf Euromobil Fior (2021) \| \| \| Alessandro Monaco \| 4 de febrer de 1998 \| Team Technipes #inEmiliaRomagna (2023) \| \| \| Marco Murgano \| 29 de març de 1998 \| Casillo-Petroli Firenze-Hopplà (2020) \| \| \| Simone Olivero \| 29 de abril de 2001 \| Vigor Cycling Team (2021) \| \| \| Mark Padun \| 6 de juliol de 1996 \| EF Education-EasyPost (2023) \| \| \| Andri Ponomar \| 5 de setembre de 2002 \| Arkéa-Samsic (2023) \| \| \| Lorenzo Quartucci \| 5 de abril de 1999 \| Petroli Firenze-Hopplà (2022) \| \| \| Kristian Sbaragli \| 8 de maig de 1990 \| Alpecin-Deceuninck (2023) \| \| \| Mark Stewart \| 25 de agost de 1995 \| Bolton Equities Black Spoke Pro Cycling (2023) \| \| \| Jan Stöckli \| 8 de gener de 1999 \| Team KIBAG-OBOR-CKT (2021) \| \| \| Kyrylo Tsarenko \| 13 de octubre de 2000 \| Gallina-Ecotek-Lucchini (2022) \| \| \| Etienne van Empel \| 14 de abril de 1994 \| China Glory Continental Cycling Team (2022) \| \| \| Attilio Viviani \| 18 de octubre de 1996 \| Bingoal Pauwels Sauces WB (2022) \| \| \| Samuele Zambelli \| 2 de abril de 1998 \| Work Service-Vitalcare-Dynatek (2022) \| \| \| Roberto González (31 de març–31 de des) \| 21 de maig de 1994 \| MG.K Vis Colors For Peace (2023) \| \| \| Alexandre Balmer (14 de maig–31 de des) \| 4 de maig de 2000 \| Team Jayco AlUla (2023) \| \| \| \| \| \| \| \| Font: ProCyclingStats \| \| \| \| |                        |                                                |  |
| Llista de l'equip 2024 |                        |                                                |  |
| Ciclista | Data de naixement      | Equip previ                                    |  |
| Matteo Amella | 26 de octubre de 2001  | SC Valle Seriana-Cene ASD (2021)               |  |
| Davide Baldaccini | 22 de maig de 1998     | Petroli Firenze-Hopplà-Don Camillo (2021)      |  |
| Niccolò Bonifazio | 29 de octubre de 1993  | Intermarché-Circus-Wanty (2023)                |  |
| Valerio Conti | 30 de març de 1993     | Astana Qazaqstan Team (2022)                   |  |
| Valentin Darbellay | 19 de novembre de 1997 | Team Corratec-Selle Italia (2023)              |  |
| Antoine Debons | 17 de febrer de 1998   | Philippe Wagner Cycling (2023)                 |  |
| Alessandro Iacchi | 26 de maig de 1999     | Team Qhubeka (2022)                            |  |
| Jakub Mareczko | 30 de abril de 1994    | Alpecin-Deceuninck (2023)                      |  |
| Giulio Masotto | 14 de maig de 1999     | Zalf Euromobil Fior (2021)                     |  |
| Alessandro Monaco | 4 de febrer de 1998    | Team Technipes #inEmiliaRomagna (2023)         |  |
| Marco Murgano | 29 de març de 1998     | Casillo-Petroli Firenze-Hopplà (2020)          |  |
| Simone Olivero | 29 de abril de 2001    | Vigor Cycling Team (2021)                      |  |
| Mark Padun | 6 de juliol de 1996    | EF Education-EasyPost (2023)                   |  |
| Andri Ponomar | 5 de setembre de 2002  | Arkéa-Samsic (2023)                            |  |
| Lorenzo Quartucci | 5 de abril de 1999     | Petroli Firenze-Hopplà (2022)                  |  |
| Kristian Sbaragli | 8 de maig de 1990      | Alpecin-Deceuninck (2023)                      |  |
| Mark Stewart | 25 de agost de 1995    | Bolton Equities Black Spoke Pro Cycling (2023) |  |
| Jan Stöckli | 8 de gener de 1999     | Team KIBAG-OBOR-CKT (2021)                     |  |
| Kyrylo Tsarenko | 13 de octubre de 2000  | Gallina-Ecotek-Lucchini (2022)                 |  |
| Etienne van Empel | 14 de abril de 1994    | China Glory Continental Cycling Team (2022)    |  |
| Attilio Viviani | 18 de octubre de 1996  | Bingoal Pauwels Sauces WB (2022)               |  |
| Samuele Zambelli | 2 de abril de 1998     | Work Service-Vitalcare-Dynatek (2022)          |  |
| Roberto González (31 de març–31 de des) | 21 de maig de 1994     | MG.K Vis Colors For Peace (2023)               |  |
| Alexandre Balmer (14 de maig–31 de des) | 4 de maig de 2000      | Team Jayco AlUla (2023)                        |  |
| |                        |                                                |  |
| Font: ProCyclingStats |                        |                                                |  |

| \| Llista de l'equip 2023 \| Llista de l'equip 2023 \| Llista de l'equip 2023 \| Llista de l'equip 2023 \| \| Ciclista \| Data de naixement \| Equip previ \| \| \| ------------------------------------------------- \| ---------------------- \| ------------------------------------------------------- \| ---------------------- \| \| Matteo Amella \| 26 de octubre de 2001 \| SC Valle Seriana-Cene ASD (2021) \| \| \| Davide Baldaccini \| 22 de maig de 1998 \| Petroli Firenze-Hopplà-Don Camillo (2021) \| \| \| Antonio Barać \| 19 de gener de 1997 \| Meridiana Kamen (2022) \| \| \| Valerio Conti \| 30 de març de 1993 \| Astana Qazaqstan Team (2022) \| \| \| Nicolas Dalla Valle \| 13 de setembre de 1997 \| Giotti Victoria-Savini Due (2022) \| \| \| Stefano Gandin \| 28 de març de 1996 \| Zalf Euromobil Fior (2021) \| \| \| Alessandro Iacchi \| 26 de maig de 1999 \| Team Qhubeka (2022) \| \| \| Alexander Konychev \| 25 de juliol de 1998 \| Team BikeExchange-Jayco (2022) \| \| \| Giulio Masotto \| 14 de maig de 1999 \| Zalf Euromobil Fior (2021) \| \| \| Marco Murgano \| 29 de març de 1998 \| Casillo-Petroli Firenze-Hopplà (2020) \| \| \| Simone Olivero \| 29 de abril de 2001 \| Vigor Cycling Team (2021) \| \| \| Charlie Quaterman \| 6 de setembre de 1998 \| Philippe Wagner Cycling (2022) \| \| \| Lorenzo Quartucci \| 5 de abril de 1999 \| Petroli Firenze-Hopplà (2022) \| \| \| Jan Stöckli \| 8 de gener de 1999 \| Team KIBAG-OBOR-CKT (2021) \| \| \| Veljko Stojnić \| 4 de febrer de 1999 \| Vini Zabù (2021) \| \| \| Nicolás Tivani Pérez \| 31 de octubre de 1995 \| Agrupación Virgen de Fátima-San Juan Biker Motos (2022) \| \| \| Karel Vacek \| 9 de setembre de 2000 \| Tirol KTM Cycling Team (2022) \| \| \| Etienne van Empel \| 14 de abril de 1994 \| China Glory Continental Cycling Team (2022) \| \| \| Attilio Viviani \| 18 de octubre de 1996 \| Bingoal Pauwels Sauces WB (2022) \| \| \| Samuele Zambelli \| 2 de abril de 1998 \| Work Service-Vitalcare-Dynatek (2022) \| \| \| Antoine Debons (1 de ago–31 de des, aprenent) \| 17 de febrer de 1998 \| Charvieu-Chavagneux IC (2022) \| \| \| Kyrylo Tsarenko (1 de ago–31 de des, aprenent) \| 13 de octubre de 2000 \| Gallina-Ecotek-Lucchini (2022) \| \| \| Valentin Darbellay (1 de ago–31 de des, aprenent) \| 19 de novembre de 1997 \| \| \| \| \| \| \| \| \| Font: ProCyclingStats \| \| \| \| |                        |                                                         |  |
| Llista de l'equip 2023 |                        |                                                         |  |
| Ciclista | Data de naixement      | Equip previ                                             |  |
| Matteo Amella | 26 de octubre de 2001  | SC Valle Seriana-Cene ASD (2021)                        |  |
| Davide Baldaccini | 22 de maig de 1998     | Petroli Firenze-Hopplà-Don Camillo (2021)               |  |
| Antonio Barać | 19 de gener de 1997    | Meridiana Kamen (2022)                                  |  |
| Valerio Conti | 30 de març de 1993     | Astana Qazaqstan Team (2022)                            |  |
| Nicolas Dalla Valle | 13 de setembre de 1997 | Giotti Victoria-Savini Due (2022)                       |  |
| Stefano Gandin | 28 de març de 1996     | Zalf Euromobil Fior (2021)                              |  |
| Alessandro Iacchi | 26 de maig de 1999     | Team Qhubeka (2022)                                     |  |
| Alexander Konychev | 25 de juliol de 1998   | Team BikeExchange-Jayco (2022)                          |  |
| Giulio Masotto | 14 de maig de 1999     | Zalf Euromobil Fior (2021)                              |  |
| Marco Murgano | 29 de març de 1998     | Casillo-Petroli Firenze-Hopplà (2020)                   |  |
| Simone Olivero | 29 de abril de 2001    | Vigor Cycling Team (2021)                               |  |
| Charlie Quaterman | 6 de setembre de 1998  | Philippe Wagner Cycling (2022)                          |  |
| Lorenzo Quartucci | 5 de abril de 1999     | Petroli Firenze-Hopplà (2022)                           |  |
| Jan Stöckli | 8 de gener de 1999     | Team KIBAG-OBOR-CKT (2021)                              |  |
| Veljko Stojnić | 4 de febrer de 1999    | Vini Zabù (2021)                                        |  |
| Nicolás Tivani Pérez | 31 de octubre de 1995  | Agrupación Virgen de Fátima-San Juan Biker Motos (2022) |  |
| Karel Vacek | 9 de setembre de 2000  | Tirol KTM Cycling Team (2022)                           |  |
| Etienne van Empel | 14 de abril de 1994    | China Glory Continental Cycling Team (2022)             |  |
| Attilio Viviani | 18 de octubre de 1996  | Bingoal Pauwels Sauces WB (2022)                        |  |
| Samuele Zambelli | 2 de abril de 1998     | Work Service-Vitalcare-Dynatek (2022)                   |  |
| Antoine Debons (1 de ago–31 de des, aprenent) | 17 de febrer de 1998   | Charvieu-Chavagneux IC (2022)                           |  |
| Kyrylo Tsarenko (1 de ago–31 de des, aprenent) | 13 de octubre de 2000  | Gallina-Ecotek-Lucchini (2022)                          |  |
| Valentin Darbellay (1 de ago–31 de des, aprenent) | 19 de novembre de 1997 |                                                         |  |
| |                        |                                                         |  |
| Font: ProCyclingStats |                        |                                                         |  |